# Guinea ai Giochi della XXIX Olimpiade
La Guinea ha partecipato ai Giochi della XXIX Olimpiade di Pechino, svoltisi dall'8 al 24 agosto 2008, con una delegazione di 5 atleti.

## Atletica leggera
| Gara                     | Atleta          | Batterie | Batterie | Quarti       | Quarti       | Semifinali | Semifinali | Finale | Finale |
| Gara                     | Atleta          | Tempo    | Pos.     | Tempo        | Pos.         | Tempo      | Pos.       | Tempo  | Pos.   |
| ------------------------ | --------------- | -------- | -------- | ------------ | ------------ | ---------- | ---------- | ------ | ------ |
| 200 m maschili           | Nabie Fofanah   | 21"68    | 7        |              |              |            |            |        |        |
| 100 m ostacoli femminili | Fatmata Fofanah |          |          | non concluso | non concluso |            |            |        |        |

## Nuoto
| 50 m stile libero maschili  | Mamadou Cisse | 29"29 | 89 |  |  |  |  |  |  |
| 50 m stile libero femminili | Djene Barry   | 39"80 | 89 |  |  |  |  |  |  |

## Taekwondo
| Gara  | Atleta                | Ottavi | Tabellone principale        | Tabellone principale | Tabellone principale | Ripescaggi | Ripescaggi |
| Gara  | Atleta                | Ottavi | Quarti                      | Semifinali           | Finale               | Semifinali | Finale     |
| ----- | --------------------- | ------ | --------------------------- | -------------------- | -------------------- | ---------- | ---------- |
| 67 kg | Mariama Dalanda Barry |        | Helena Fromm (Germania) 1-6 |                      |                      |            |            |